# Ліберальний інститут
Ліберальний інститут — аналітичний центр в Чехії.
Засновано у 1990 р. Основна мета інституту — розвиток та реалізація ідей і концепцій, основаних на принципах класичного лібералізму. Основні джерела фінансування — внутрішні (Чеські). Річний бюджет — бл. 100 тис. дол. Інститут має 7 постійних та 25 асоційованих працівників.